# 行橋町
行橋町（ゆくはしまち）は、福岡県京都郡にかつて存在した町。1954年に周辺の8村と対等合併し、行橋市となった。旧町域は現在の行橋市中心部付近に存在していた。長峡川下流部および中津街道（旧国道10号、福岡県道28号直方行橋線）沿いに町が発達し、1895年には豊州鉄道（1932年、日豊本線に改称）行橋駅が開設された。現在は京築地方の中心都市であり、市街地となっている。

## 歴史
- 江戸時代には長峡川南岸の仲津郡大橋村と北岸の京都郡行事村が商業地として栄え、川岸に蔵が立ち並んだ。小倉藩の年貢蔵も設けられた。両村を中津街道が通り、大橋村は半宿として機能した。
- 1889年4月1日 - 町村制施行により京都郡行事村、仲津郡大橋村、同宮市村の3村が合併し、京都郡行橋町が発足する。
- 1895年4月1日 - 九州鉄道により行事駅が開設され、小倉 - 行事間が開通した。同年8月15日に豊州鉄道が行橋駅を開設して行橋 - 伊田間が開通したのに合わせ、九州鉄道も路線を行橋駅まで延伸、行事駅を廃止した。
- 1949年6月10日 - 町内に昭和天皇の戦後巡幸[1]。
- 1954年10月10日 - 周辺の蓑島村・今元村・仲津村・泉村・椿市村・今川村・稗田村・延永村の8村と対等合併し、新市行橋市が発足した。

## 経済
農業
『大日本篤農家名鑑』によれば行橋町の篤農家は、「秋吉直徹、松本粂彦、永江實橘、富永熊彦、生田篤、堤半治、尾形昌三」などである。

## 出身著名人
- 田原春次（部落解放運動家、政治家） - 衆議院議員。
- 立木勝（政治家）  - 元大分県知事。
- 山本幸三（大蔵官僚、政治家） - 衆議院議員。
- 吉川兼光（政治家） - 衆議院議員。